# Halal
Pour l’article ayant un titre homophone, voir Allal.

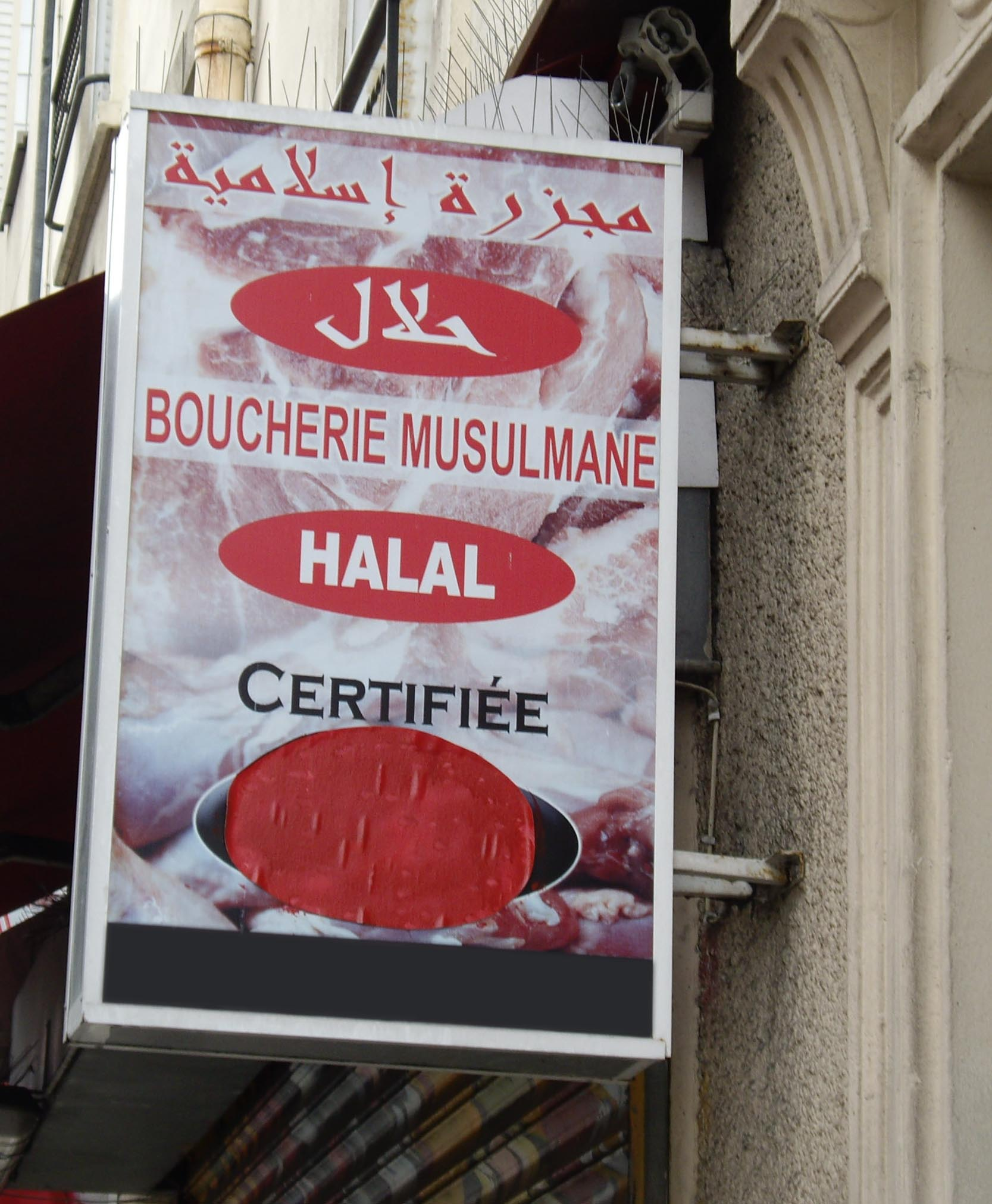
Boucherie halal à Paris.

Dans l'islam, le mot ḥalāl (arabe : حلال) désigne ce qui est « permis », « licite », au regard de la loi islamique, c’est-à-dire la charia. Cela ne concerne pas seulement l'alimentation, mais les règles de vie en général, la « morale musulmane ».
Généralement dans l'islam, toute action qui n'est pas explicitement interdite dans les textes est considérée comme permise. Sinon, elle est dite harām, c'est-à-dire illicite.

## Histoire

### Le halal dans le Coran et la jurisprudence islamique
Le mot « halal » est mentionné à plusieurs reprises dans le Coran, notamment dans ces versets :
- « De ce qui existe sur Terre, mangez le licite (halal-an) et le pur » (Sourate 2, verset 168) ;
- « Et mangez de ce qu’Allah vous a attribué de licite (halal-an) et de bon… » (Sourate 5, verset 88).

Pour les Fuqahā (spécialistes de la jurisprudence islamique), les actions humaines sont classées en cinq catégories (ahkām) :
- obligatoires (fard)
- recommandées (mandūb/mustahabb)
- licites (halāl)
- déconseillées (makrouh)
- illicites (haram)[2].

## Le halal alimentaire

### Les interdits coraniques
Un des premiers interdits coraniques liés à la nourriture concerne les excès. Au-delà, d'autres interdits définissent les aliments — principalement d'origine animale — et les boissons autorisés dans le cadre de la charia. On utilise alors le terme halal. Les critères utilisés précisent à la fois quels sont les aliments autorisés et la manière dont ils doivent être préparés. Ces interdits sont considérés comme une voie de Salut.

#### La viande

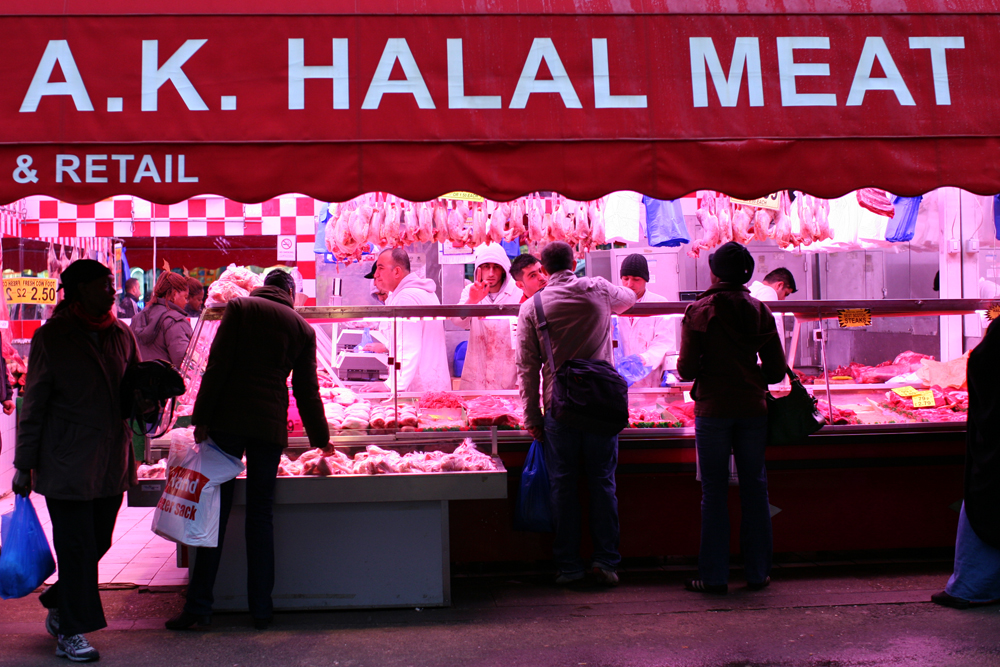
Boucherie halal à Londres.

L'exemple le plus connu de nourriture non halal (ou interdite) est la viande de porc. Bien que celle-ci soit la seule viande qui ne puisse être consommée par les musulmans, quelle que soit leur obédience, d'autres types de viandes peuvent également être interdits. Les critères utilisés pour déterminer quelles sont ces dernières incluent notamment la provenance de l'animal, la cause de sa mort et la manière dont il a été traité :

« Et ne mangez pas de ce sur quoi le nom d’Allah n’a pas été prononcé, car ce serait (assurément) une perversité. Les diables (les démons) inspirent à leurs alliés de disputer avec vous. Et si vous leur obéissez, vous deviendrez certes des polythéistes.
— Sourate 121 »

« Vous sont interdits la bête trouvée morte, le sang, la chair de porc, ce sur quoi on a invoqué un autre nom que celui de Dieu, la bête étouffée, la bête assommée ou morte d'une chute ou morte d'un coup de corne, et celle qu'une bête féroce a dévorée — sauf celle que vous égorgez avant qu'elle ne soit morte. (Vous sont interdits aussi la bête) qu'on a immolée sur les pierres dressées, ainsi que de procéder au partage par tirage au sort au moyen de flèches. Car cela est perversité. Aujourd'hui, les mécréants désespèrent (de vous détourner) de votre religion : ne les craignez donc pas et craignez-Moi. »

— Le Coran, « La Table », V, 3, (ar) المائدة.
Ces interdits sont levés en cas de contrainte de la faim, sans intention de pécher.

#### Les aliments issus de la mer
« La chasse en mer vous est permise, et aussi d'en manger, pour votre jouissance et celle des voyageurs. »

— Le Coran, « La Table », V, 96, (ar) المائدة.
Selon le Coran, tous les produits de la mer sont halal.
En revanche, pour les chiites duodécimains , à part les poissons à écailles et les crevettes, tous les autres fruits de mer sont considérés comme illicites. On retrouve là une similarité avec la tradition juive.

#### Les produits transformés
De nombreuses spécialités alimentaires, telles que certaines confiseries ou certains produits laitiers, peuvent ne pas être halal, à cause de l'origine de l'un de leurs ingrédients ou de leurs additifs. Les cas le plus connus sont ceux de la gélatine alimentaire animale provenant souvent du porc et de la présure provenant d'animaux n'ayant pas été abattus selon les rites musulmans.
Certains musulmans veillent également à ce que les articles non alimentaires, comme les cosmétiques soient halal.

### La dhabiha: la méthode d'abattage rituel

#### Méthode
La Ḏhabīḥah (ذَبِيْحَة) est la méthode prescrite par la loi islamique concernant l'abattage de tous les animaux à l'exception des animaux marins. Il doit être réalisé en invoquant le nom d'Allah, en disant : « Bismillah al-Rahman al-Rahim» (Au nom de Dieu le très miséricordieux le tout miséricordieux).
Cette méthode consiste à utiliser un couteau bien aiguisé et sans défaut pour effectuer une profonde et rapide incision à la pointe du cou, tranchant dans le même temps l'œsophage, la trachée, la carotide et la jugulaire afin de faire jaillir le sang car ce dernier n'est pas halal. La moelle épinière est épargnée afin que les dernières convulsions améliorent encore le drainage et la tête de l'animal est traditionnellement orientée vers la qibla, c'est-à-dire La Mecque, bien que cette dernière condition ne soit pas acceptée par certains[réf. nécessaire].
Le sacrificateur doit appartenir à la catégorie des "gens du Livre". Dans cette logique, la viande casher peut être considérée comme halal, puisque chez les juifs, l'animal est abattu dans des conditions proches. Mais les savants musulmans restent en désaccord sur ce cas de figure et la conception souple du halal a tendance à être marginalisée.
À l'inverse, la production de viande halal à grande échelle par l'industrie agro-alimentaire a conduit à des labellisations halal par des organismes certificateurs d'animaux non égorgés (notamment en ce qui concerne les poulets).

#### Positions éthiques
Selon l'association Islamic Concern for Animals, pour qu'une viande soit halal, il ne suffit pas que la viande soit issue d'un processus obéissant à certaines règles strictement alimentaires : il faut aussi que le traitement de l'animal vivant suive les principes musulmans ; ainsi pour elle, il n'est pas halal d'élever un animal comme une machine (en élevage intensif par exemple), les animaux aussi méritant compassion, puisqu'ils sont, comme les hommes, des créatures de Dieu.
La prescription selon laquelle la bête doit être égorgée consciente (donc non étourdie) suscite souvent la polémique dans les pays non musulmans. En Belgique par exemple, tout abattage rituel sans étourdissement est interdit depuis le 1er janvier 2019 en Flandre, et depuis le 1er septembre 2019 en Wallonie, mais reste autorisé en région de Bruxelles-Capitale. Dans certains pays d'Europe du Nord, certaines autorités religieuses reconnaissent comme halal de la viande issue d'animaux étourdis avant leur mise à mort.

### Certification halal et contrôles
Par kilogramme de viande, la certification halal coûte entre 10 et 15 centimes d'euro, prélevés dès l'abattage pour un marché en fort développement, qui rapporte quelque 50 millions d'euros de chiffre d'affaires par an aux organismes habilités à produire cette certification[source insuffisante].
En France, des arrêtés publiés en 1994 et 1996 ont agréé respectivement la grande Mosquée de Paris puis la mosquée d'Évry et la grande mosquée de Lyon en tant qu'organisme religieux habilitant des sacrificateurs autorisés à pratiquer le sacrifice rituel et à percevoir la taxe liée à la certification.
Ces arrêtés obligent ainsi les abattoirs à faire appel à des sacrificateurs habilités car, à l'époque, les règles de l'abattage rituel étaient rarement respectées. Un chef de service de la Direction générale de l'alimentation a rappelé en 2010 que la certification halal n’est pas encadrée par les pouvoirs publics et correspond à une certification qui n’est pas officielle, donc, une certification qui relève d’une initiative privée. Cependant, la Direction générale de la concurrence, de la consommation et de la répression des fraudes a déclaré en 2008 contrôler la traçabilité de la viande des merguez marquées « halal » et procède régulièrement à des contrôles pour détecter la présence de porc dans des produits vendus sous l'appellation halal.
Une des premières initiatives de création d'une certification halal privée date des années 1980 avec la réunion de plusieurs associations au sein d'une fédération nommée Tayyibat destinée à réglementer le marché de l'alimentation halal en France,. Depuis, le marché de la certification halal s'est développé et plusieurs articles,,, et livres, ont révélé qu'il existe actuellement en Europe de nombreuses certifications halal qui ne parviennent pas à se mettre d'accord entre elles.
Notamment, une association de consommateurs musulmans (Asidcom) montre à partir d'enquêtes menées en 2008 et 2009 sur plusieurs organismes de certification « halal » qu'il existe des différences flagrantes aux niveaux des processus et des moyens de contrôles mis en œuvre par ces organismes,.
Les principales divergences entre certificateurs portent sur la méthode d’abattage. Certains préconisent un abattage sans électronarcose tandis que d’autres l’acceptent. Parmi ceux autorisant l’abattage avec électronarcose, on peut citer les labels des trois grandes mosquées françaises (SFCVH, ACMIF et ARGML), l’AFCAI ou MCI. Cette méthode est approuvée car elle prend en compte la souffrance animale et la réglementation européenne. Les labels rigoristes ou prônant un islam séculaire interdisent l’utilisation de l’électronarcose avant et après l’abattage : Achahada, Arrisala, AVS... Avant de bannir l'électronarcose de son cahier des charges, AVS tolérait le recours à cette méthode d'étourdissement jusqu'à novembre 2013. À l'international, l’électronarcose est communément admise : le plus grand certificateur mondial, le malaisien JAKIM, permet l’abattage des volailles avec électronarcose préalable. Toutefois on constate que l'étourdissement préalable des animaux est de plus en plus souvent contesté dans le monde musulman.
En 2019, l'Œuvre d'assistance aux bêtes d'abattoir (OABA) a indiqué que le halal ne peut pas être labellisé bio.

### L'économie des produits halal
Le concept halal s'est développé sous sa forme marketing en Occident, permettant à des industriels de se structurer et de servir les communautés musulmanes dont le pouvoir d'achat n'a cessé d'augmenter avec l'accès des jeunes générations à des emplois hautement qualifiés et mieux rémunérés comparés aux premières générations.
Les estimations de la valeur économique du marché des produits alimentaires halal divergent souvent. Au niveau mondial, cette valeur oscille entre 450 et 661 milliards de dollars.
Dans La Bible du Halal, Lotfi Bel Hadj introduit la conception de « halal social » et affirme que « la conception du halal va au-delà du rituel ; en effet, il faut aussi tenir compte des conditions de travail, du niveau des salaires et plus généralement des revendications des salariés ». Et il va plus loin en posant la question : « Comment peut-on vouloir faire du halal dans des pays où l'on fait travailler des enfants ou prétendre faire du halal dans un pays où il n'y a même pas le droit de vote ? »
Depuis 2017, le Brésil est le premier exportateur mondial de viande halal pour le bœuf et la volaille.

## Halal et laïcité
Les entreprises privées commerciales sont libres de proposer à la consommation des produits achetés dans les filières halal ou casher, suivant les prescriptions de la casherout. En revanche, les collectivités publiques se trouvent devant deux obligations liées à leur nature. D'une part, tous les publics doivent pouvoir se restaurer (croyants, végétariens…). D'autre part, en France, en fonction du principe de laïcité, en particulier de la Loi de séparation des Églises et de l'État du 9 décembre 1905, elles ne peuvent financer un culte. De nombreuses municipalités (Lyon, Grenoble…) et le mouvement associatif laïque (Ligue de l'enseignement…) offrent une solution respectant ces deux principes, en proposant des menus diversifiés (traditionnel, sans porc, sans viande). Les consommateurs peuvent choisir sans faire état de leurs motivations (goût personnel, allergie, religion…).
Selon la sociologue Christine Rodier, qui a réalisé une enquête ethnographique entre 2007 et 2010, le développement de la consommation halal en France, loin d'être une atteinte au principe de laïcité et une dérive communautariste, marque plutôt une manière de s'intégrer. Alors que les primo-arrivants découvrent dans les années 1960 une société de consommation où prédomine une nourriture carnée très éloignée de leur consommation traditionnelle et qui ont pu ressentir le besoin de retrouver une communauté lors de leur arrivée dans un pays non-musulman, ce qui les incite à conserver leurs rituels culinaires, les Français issus de l'immigration des générations suivantes rejettent parfois leur nourriture traditionnelle jugée trop grasse (ce que l'islamologue Gilles Kepel appelle la « découscousification »). Par le biais du halal, ils introduisent peu à peu de nouveaux mets, qui relèvent plus des coutumes françaises (bœuf bourguignon halal, hachis parmentier halal), ce qui leur permet de concilier leurs identités française et musulmane. Christine Rodier démontre que manger halal est aussi un acte d'affirmation de la personnalité des individus de la jeune génération, certains consommant halal pour diversifier leur alimentation, d'autres pour afficher leur appartenance à une communauté ou encore dans un esprit performatif.
Lotfi Bel Hadj, auteur de La Bible du Halal considère que « le halal doit devenir [....] un des symboles de ce droit à l'indifférence que revendiquent nos compatriotes musulmans dans leur vie quotidienne comme dans l'exercice de leur culte. À ce titre, la normalisation du halal dans la société française témoignera d'une République apaisée, confiante en son avenir, en ses valeurs qui unissent tous nos compatriotes, et leur permettra de cultiver cet art français si singulier du vivre-ensemble ».

### Halal imposé aux non-musulmans
Au Québec, au printemps 2012, un ensemble de médias a créé la polémique en publiant des articles alarmants sur le fait que « tous les Québécois mangent halal à leur insu ». L'ampleur de la polémique s'est accrue lorsqu'elle a pris une dimension politique. Le député André Simard du Parti québécois est allé jusqu'à déclarer que l'abattage rituel était contre les valeurs québécoises, dont la laïcité constitue la principale composante. D'autres voix, comme celle de Bouazza Mache, fondateur de MarkEthnik, se sont fait entendre pour changer d'angle d'analyse et dédramatiser la situation, en voyant ce secteur comme une opportunité et non comme une menace.
Une polémique similaire s'est développée en France lors de la campagne pour l'élection présidentielle en 2012. Marine Le Pen, présidente du Front national affirmait que « l'ensemble de la viande qui est distribuée en Île-de-France, à l'insu du consommateur, est exclusivement de la viande halal ». La base de l'information provient d'un numéro d'Envoyé spécial (fait ré-exprimé dans Le Parisien du 18 février 2012) et par Jean-François Hallépée (alors directeur de la Maison de l'élevage d'Île-de-France)[réf. nécessaire] : la totalité des abattoirs d'Île-de-France (au nombre de cinq) vendent de la viande halal, sans exception aucune, que ce soit à destination religieuse ou non. Les Franciliens achètent et mangent donc de la viande halal à leur insu[réf. nécessaire]. En effet, que la viande soit vendue en barquette ou à la découpe, rien n'indique le mode d'abattage car aucune législation n'oblige à le mentionner.
L'explication de cet état de fait provient de la recherche de rentabilité des entreprises qui pour simplifier la chaîne et réduire les coûts se sont engagées dans une généralisation de cette pratique rituelle. Cet objectif de rentabilité a pour conséquence qu'une partie des consommateurs de cette région est obligée de manger halal sans le vouloir et même sans le savoir. On leur fait également supporter le coût supplémentaire induit par ce type d'abattage ainsi que l'impôt religieux reversé aux imams par les entreprises de certification. Ainsi, en 2012, en France, 32 % de la viande vendue est abattue selon des rituels musulman ou juif, alors que la demande plafonne à 7%.
Le gouvernement Fillon fit expurger du « Règlement européen d'information des consommateurs sur les denrées alimentaires », publié le 25 octobre 2011, l'obligation d'étiquetage des viandes en fonction de leur mode d'abattage.

### Halal et autres religions
Pour certaines branches du sikhisme où le végétarisme n'est pas un sine qua non (le végétarisme est la norme culturelle chez les sikhs), la consommation de viande est permise uniquement si l'animal a été tué rapidement (par décapitation — ce qui exclut les poissons) et sans rituel religieux. La viande halal leur est donc, entre autres, interdite,.

## L'éthique musulmane: le comportement halal
« Que sont le bien et le mal, le licite et l’illicite ? Comment déterminer le « bon comportement » et le sens de la vertu ? Tout comme dans la pensée occidentale, la préoccupation éthique est centrale dans la tradition islamique.
[...] Qui détermine le « bon » et le « mauvais » au cœur de l’islam, et comment ? Doit-on se référer en priorité aux sources scripturaires (Coran et traditions prophétiques) ? La raison n’a-t-elle rien à ajouter ? Comment l’éthique islamique s’applique-t-elle dans les domaines de la médecine, de l’économie, de l’environnement, de la psychologie, de l’éducation, des arts ? Et comment la relier aux autres traditions religieuses et philosophiques ? »

— Tariq Ramadan, Introduction à l'éthique islamique.
Le Coran et les traditions prophétiques présentant des contenus souvent difficiles à interpréter, la tradition islamique est pétrie de ces questions et les positions y sont souvent tranchées, polarisées, voire irréconciliables. Les débats concernant les finalités des questionnements religieux, philosophiques, mystiques et professionnels y sont vifs et ces questions parcourent les différents cercles musulmans à travers l’Histoire avec des réponses très diverses[réf. nécessaire].

### Le halal selon Bergeaud-Blackler

#### Le halal comme norme
Les écoles juridiques musulmanes (malikisme, chaféisme, hanbalisme, hanafisme, jafarisme) ont depuis leurs origines normé la nourriture halal.[réf. nécessaire]
 

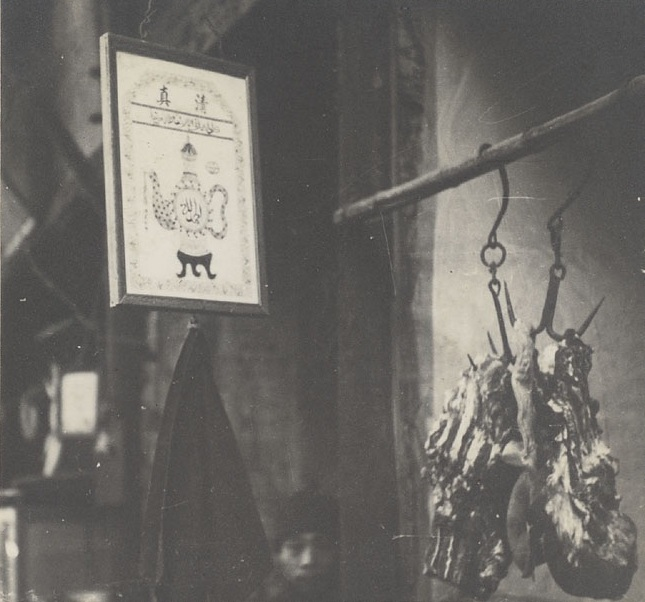
Enseigne d'une boucherie à Hankou, Chine, 1935. Les deux mots chinois « propre » et « vrai » en haut signifient que la viande est consommable par les musulmans.

Selon Florence Bergeaud-Blackler, auteur de plusieurs ouvrages sur le halal, « en Europe occidentale, jusqu'aux années 1980, la plupart des autorités musulmanes considéraient les nourritures des gens du Livre (juifs, chrétiens, musulmans) comme halal, à l'exception du porc ». Cette absence d'objection est confirmée dans une fatwa de Mohamed Abduh et s’appuie sur le texte coranique (la sourate 5 et notamment son cinquième verset). Jusque dans les années 1980, hormis quelques juristes d'écoles rigoristes et des groupes islamistes originaires du sous-continent indien, les autorités religieuses, y compris les plus radicales « considéraient que les musulmans pouvaient consommer la nourriture des pays de tradition chrétienne et juive ».
Florence Bergeaud-Blackler soutient que le marché halal est un marché mondialisé industriel né dans les années 1980 d'une rencontre entre deux courants : l'idéologie libérale du libre-échange dans un marché mondial sans frontières et le fondamentalisme islamique porté par deux tendances : les Frères musulmans et les salafistes. Cette évolution permettait aux courants fondamentalistes d'« ériger des frontières symboliques entre les musulmans et les non-musulmans ».
Ces courants religieux islamiques ont donc répandu l'idée que les musulmans avaient des « besoins » spécifiques en termes d'alimentation. Les fondamentalistes ont fait évoluer leur position et ont déclaré illicite l'alimentation des pays non musulmans. Ils ont appelé à manger des produits licites, halal. L'idée du halal est, en particulier, née de la volonté de l’ayatollah Khomeini qui, faute d'interdire l'importation de viandes étrangères, réussit à imposer un contrôle islamique, d'abord à l'Australie et la Nouvelle-Zélande qui acceptèrent. En réponse à cette exigence, les industriels des pays non musulmans ont accepté de fournir une marchandise contrôlée par des musulmans, pour gagner de nouveaux marchés.
Florence Bergeaud-Blackler décrit de quelle manière le marché halal s'est d'abord limité à l'abattage rituel, puis au début des années 2000 s'est étendu à toute l'alimentation, enfin aux autres produits de consommation. Au cours de cette évolution, la Malaisie est parvenue à faire reconnaître dans le monde entier « sa conception très restrictive du halal ». Poussant le concept à l’extrême, de l'eau halal -avec une certitude de non-contamination- se vend en Malaisie de nos jours.
L’histoire et l’implantation du halal en France font écho à l’histoire de l’immigration maghrébine dans l’hexagone. Durant les années quatre-vingt, alors que les besoins en infrastructures religieuses commencent à s’exprimer publiquement, l’État français refuse toute contribution publique au culte musulman arguant de son respect pour la laïcité. C’est le modèle de la casherout qui va inspirer les responsables d’associations musulmanes dans leur tentative d’instaurer un prélèvement direct sur la viande halal pour financer la création et le maintien des institutions nécessaires au culte musulman en France. Selon Florence Bergeaud-Blackler, le développement du halal peut être compris comme un « réflexe de protection identitaire et culturel ».
Depuis 2005, un halal « unique » apparaît. Tandis que les aliments produits par des non-musulmans étaient considérés par tous comme autorisés, certains pays, en particulier les pays du Golfe et la Turquie, considèrent que toute la chaîne de production doit être tenue par des musulmans.
Selon Mohammed‑Hocine Benkheira, directeur d'étude à l'École pratique des hautes études, le propos de Bergeaud-Blackler « est fragilisé par une méconnaissance de la doctrine islamique de la boucherie qui invalide l’analyse ainsi que les conclusions qui en sont tirées ».

#### Le halal comme «espace normatif»
Dans Les Sens du Halal, l'ouvrage dirigé par l'anthropologue Florence Bergeaud-Blackler, le halal n’est plus une simple question de viande mais un univers complexe qui réunit aussi bien des produits et des services variés, tels la finance halal, les hôtels « sharia-compatibles », que des comportements et des institutions comme la sexualité ou le mariage. Il renvoie à un « espace normatif » autonome, au point que l’on peut parler, par exemple, de « vivre dans le halal ». Incluant aussi à cet espace « le jouet, les cosmétiques, les vacances », le journaliste Yves Mamou a qualifié en ce sens le halal d’« outil de sécession communautariste ».